# بادخورک کوک
بادخورک کوک (نام علمی: Apus cooki) نام یک گونه از سرده بادخورک‌ها است.